# Puttigny
Puttigny település Franciaországban, Moselle megyében. Lakosainak száma 74 fő (2022. január 1.). Puttigny Burlioncourt, Château-Salins, Gerbécourt, Hampont, Lubécourt, Morville-lès-Vic, Vannecourt és Vaxy községekkel határos.

## Népesség
A település népességének változása:
| Lakosok száma | 109  | 82   | 99   | 72   | 80   | 85   | 85   | 80   | 77   | 74   |
|               | 1968 | 1982 | 1990 | 2006 | 2013 | 2015 | 2017 | 2019 | 2020 | 2022 |